# Black Harvest
Black Harvest è un documentario del 1992, diretto da Robin Anderson e Bob Connolly, film vincitore di diversi premi internazionali, fra cui il Los Angeles Film Critics Association Award al miglior documentario del 1992. Il film è l'ultimo di una trilogia cui fanno parte First Contact, del 1982, e Joe Leahy's Neighbours, del 1989

## Trama
Joe Leahy è un cittadino della Nuova Guinea, figlio di un'aborigena della tribù Ganiga e di un australiano di ascendenza europea. Egli ha in passato creato e gestito una piantagione di caffè che dava buoni profitti, e ora ha dato vita, insieme a Popina, dei Ganiga, a una joint venture per lo sfruttamento di una nuova piantagione, alla quale lavorano molti membri della tribù, che hanno diritto ad una percentuale del ricavato.
Dopo qualche anno, quando le piante sono mature per il raccolto, si verifica sul mercato internazionale un brusco ribasso delle quotazioni del caffè, per cui si profilano tempi duri per tutti gli interessati all'impresa di Joe e di Popina. Per di più la tribù è coinvolta in una guerra coi tradizionali nemici di un villaggio poco distante. Il concorso di queste circostanze porta ad uno stato di tensione sempre crescente, con continue reciproche rimostranze e recriminazioni fra Joe e i suoi soci.
Joe, con l'appoggio di suo zio Dan, un anziano ex-funzionario australiano giunto nel paese, col fratello, il padre di Joe, ai tempi del primo incontro delle popolazioni locali con gli occidentali, a malincuore prepara le pratiche per il trasferimento suo e della sua famiglia in Australia.
Mentre Joe si trova a Brisbane per il disbrigo delle faccende riguardanti l'emigrazione, la guerra fra tribù attraversa una fase di recrudescenza, a seguito della quale si contano le prime vittime. Lo stesso Popina è ferito gravemente, e non si sa se potrà riaversi o no. Gli stabilimenti della piantagione cadono progressivamente in rovina.
I titoli di coda informano che lo stato di guerra si è protratto per altri 9 mesi, con una cinquantina di vittime. A Joe è stato negato il permesso di stabilirsi in Australia, a causa della banca, che non ha rinunciato ad essere risarcita del prestito che aveva concesso all'impresa.